# Diana Vico

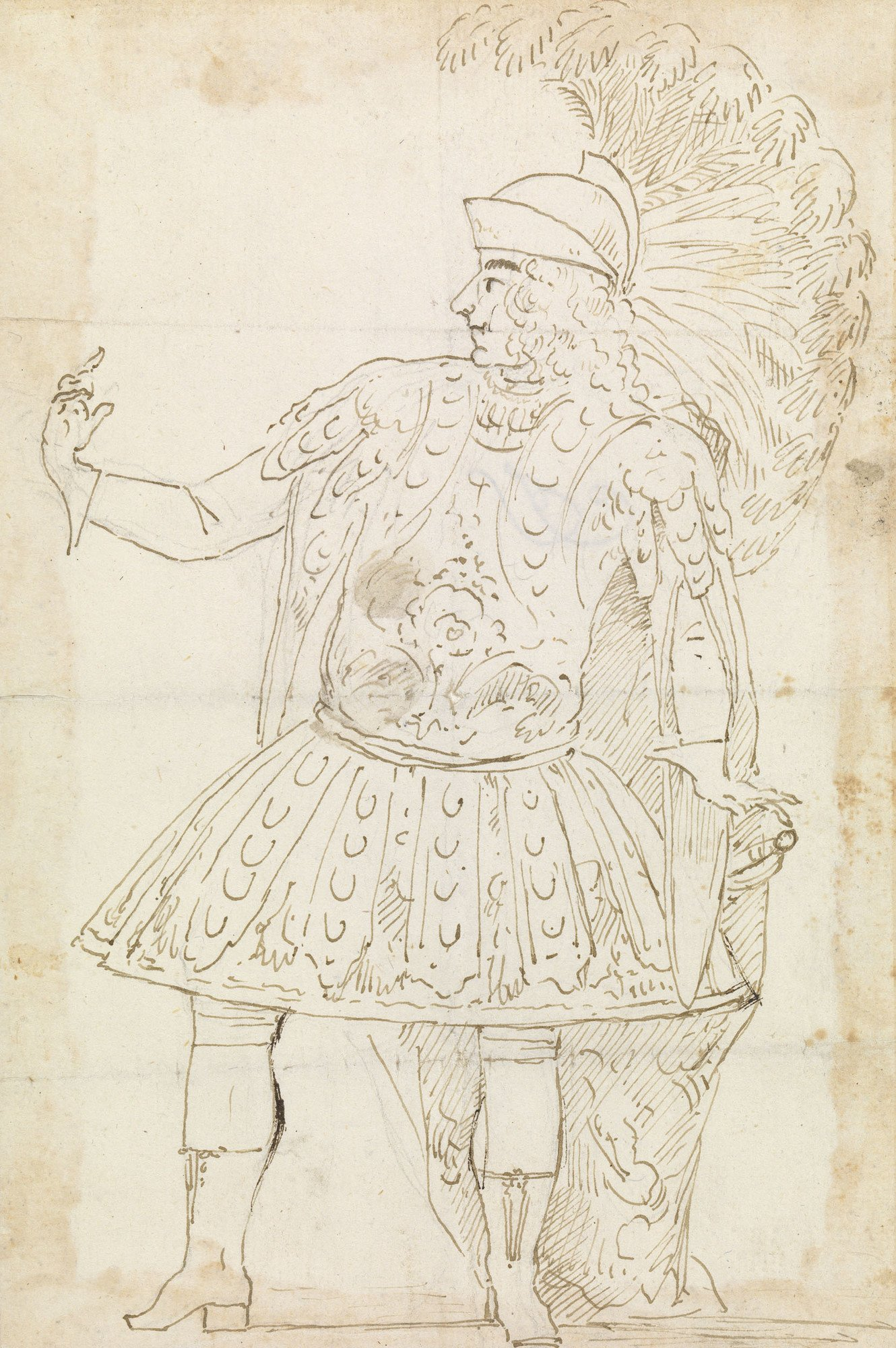
Diana Vico in einer Heldenrolle, vielleicht als Quinto Fabio in Pollarolos Lucio Papirio (1720). Karikatur von Marco Ricci

Diana Vico (* ? in Venedig; aktiv von 1707 bis 1732) war eine italienische Opernsängerin (Alt) des Barock, die unter anderem mit Georg Friedrich Händel in London zusammenarbeitete.

## Leben
Diana Vico wurde in Venedig geboren, damals das glanzvolle Zentrum der italienischen Oper. Dort debütierte sie auch 1707 in Girolamo Polanis Oper Vindice la pazzia della vendetta. Neben Engagements in anderen italienischen Städten wie Verona (1708), Ferrara (1711) und Padua (1712, 1718), kehrte sie immer wieder an die Theater ihrer Heimatstadt zurück.
Es war im Barock nicht ungewöhnlich und wegen der Vorliebe für hohe Kastratenstimmen auch nicht besonders auffällig, dass Frauen in Männerrollen auftraten (z. B. auch Maria Maddalena Musi, Margherita de L’Épine, Vittoria Tesi u. a.), aber Diana Vico scheint sich ausgesprochen darauf „spezialisiert“ zu haben. Ob dies einer persönlichen Vorliebe entsprach, oder ob sie wegen ihrer schönen dunklen Alt-Stimme und eines vielleicht nicht sehr attraktiven Äußeren in Hosenrollen einfach bessere Karriere-Chancen hatte, ist nicht bekannt. Anders als der Kastrat Farfallino, der umgekehrt auf Frauenrollen spezialisiert war (weil in Rom nur Männer auftreten durften), verkörperte die Vico aber gelegentlich auch weibliche Heroinen.
In Vicenza sang sie 1713 in Antonio Vivaldis erster Oper Ottone in villa die männliche Titelrolle, 1714 war sie in Mantua.
Von 1714 bis 1716 ging sie an das King’s Theatre am Haymarket in London, wo sie zum ersten Mal am 16. November 1714 in der Rolle des Ricimero in dem Pasticcio Ernelinda sang (u. a. mit Musik von Gasparini). Sie war ein angesehenes Mitglied der Londoner Oper und hatte normalerweise secondo-Rollen, außer bei der Wiederaufnahme von Händels Rinaldo am 30. Dezember 1714, wo sie die Titelrolle anstelle des berühmten Publikumslieblings Nicolino sang, der den Part später wieder übernahm, als er von Italien zurückkehrte.

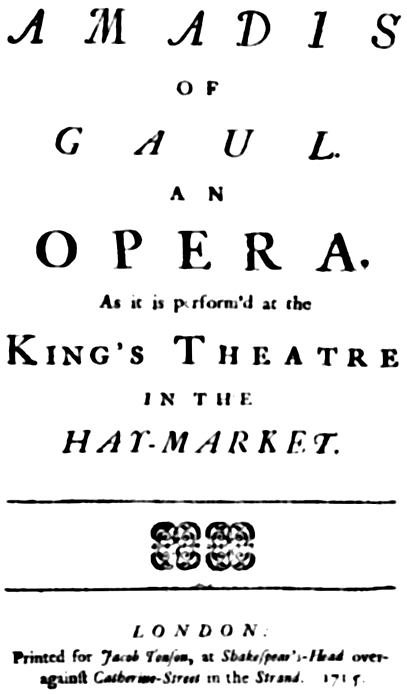
Titelblatt des Librettos von Händels Amadigi di Gaula, London 1715

Händel schrieb für Diana Vico die Rolle des Dardano in Amadigi (UA: 1715), worin sie u. a. die ausdrucksvolle pathetische Arie „Pena tiranna“ mit obligatem Fagott und Oboe zu singen hatte – nicht nur eine der schönsten, sondern auch „eine der am besten gearbeiteten und meisterhaftesten Kompositionen dieser Oper“ („one of the most elaborate and masterly compositions in the opera“; Charles Burney).

Am 27. August 1715 gehörte Diana Vico neben Nicolino und „Margarita“ (de L’Épine) zu den Sängern einer einzigen vom König gewünschten Vorstellung von Francesco Mancinis Hydaspes (oder Idaspe fedele). Außerdem übernahm sie die Rollen des Vologeso in Lucio Vero und des Segestes in Arminio, sowie im Februar–März 1716 den Mario in Alessandro Scarlattis Pirro e Demetrio.
Danach verabschiedete sie sich von London und kehrte nach Italien zurück, wo sie in den kommenden Jahren bis 1721 außer in Venedig an Theatern in Bologna, Padua, Genua, Florenz, Turin, Reggio und Modena auftrat.
Im Karneval 1716–17 erschien sie im vornehmen venezianischen Teatro San Giovanni Grisostomo neben Marianna Benti Bulgarelli und der jungen Faustina Bordoni in Antonio Lottis Oper Alessandro Severo (UA: 17. Januar 1717) – wahrscheinlich in einer Frauenrolle als Sallustia.
In Florenz sang sie im Karneval 1719 die Titelrolle der Diana in Luca Antonio Predieris Oper La finta pazzia di Diana („Der vorgetäuschte Wahnsinn der Diana“) – die Übereinstimmung des Namens von Interpretin und Opernfigur war dabei sicher kein Zufall.
1720 stand sie in Diensten des Kurfürsten von Bayern in München.
Auch im folgenden Jahrzehnt hatte ihre Karriere noch zahlreiche Höhepunkte aufzuweisen. Am Teatro San Giovanni Grisostomo trat die Vico in der Spielzeit 1720–21 mehrmals neben Francesca Cuzzoni und Faustina Bordoni auf: in Antonio Pollarolos Lucio Papirio dittatore in der Rolle des Quinto Fabio (UA: 26. Dezember 1720) und in Orlandinis Nerone als Agrippina (UA: 11. Februar 1721). Von der Vico als Quinto Fabio existiert eine Karikatur von Marco Ricci (Abb. oben).
Am Teatro San Bartolomeo in Neapel gehörte sie 1724–1725 zu einem erstklassigen Ensemble mit Stars wie Vittoria Tesi, dem jungen Farinelli (Carlo Broschi) und Anna Maria Strada. Dabei verkörperte die Vico in Nicola Porporas Semiramide (UA: Frühjahr 1724) die weibliche Titelrolle, und sang Hosenrollen in Leonardo Vincis Opern Eraclea (als Decio; UA: 1. Oktober 1724) und Astianatte (als Pirro; UA: 2. Dezember 1725), sowie in Giovanni Portas Opern Amore e Fortuna (als Ismero; UA: 1. Oktober 1725) und La Lucinda fedele (als Casimiro; UA: Karneval 1726).
Am Teatro San Giovanni Crisostomo in Venedig ist sie ein letztes Mal im Winter 1726–1727 nachzuweisen, neben Lucia Facchinelli in Nicola Porporas Meride e Selinunte (als Meride; UA: 26. Dezember 1726). Im selben Jahr trat sie noch in Bologna auf und stand 1729 in Mailand mit Vittoria Tesi und dem jungen Caffarelli auf der Bühne in der Uraufführung von Predieris Eurene. In derselben Stadt hatte sie 1732 anscheinend ihren letzten Auftritt in Portas Gianguir, an der Seite von Giovanni Carestini und des später berühmten Tenors Angelo Amorevoli.
Diana Vicos Todesdatum und -ort sind bisher nicht bekannt.
Eine ungefähre Vorstellung von der Wirkung Diana Vicos auf der Bühne vermittelt eine Karikatur von Marco Ricci, auf der man sie in antikisierender Rüstung mit Federhelm und Schwert sieht, wahrscheinlich als Quinto Fabio in der Oper Lucio Papirio dittatore im Teatro San Giovanni Grisostomo im Jahr 1720. Die Zeichnung gehört zu einem Album aus der Bibliothek von Joseph Smith, das heute im Besitz der Royal Collection ist. Eine andere Karikatur Diana Vicos befindet sich in einem Album von Anton Maria Zanetti (Fondazione Giorgio Cini, Venedig).